# 覆面調査士
覆面調査士（ふくめんちょうさし、英:mystery shopper）は、マーケティング手法の一つである「覆面調査（ミステリーショッピング）」を専門に行う者の資格で、一般社団法人覆面調査士認定機構が認定する民間資格である。

## 概要

### 資格概要
覆面調査士は、専門的な知識及び技術を持って、依頼を受けた店舗などに対して覆面調査（顧客を装い訪問し、スタッフ・社員のサービスや施設のチェック）を行う者をいう。
名称は「覆面調査士養成講座」を運営している「一般社団法人覆面調査士認定機構」の登録商標である。
覆面調査士の活動場所としては、コンビニエンスストア、飲食店、宿泊施設、服飾店、薬局、銀行など多岐にわたる。2011年の調査では、月間6万店舗以上が覆面調査を導入しているとされており、これは2006年の調査結果から171％伸びている。
今後は、覆面調査を行っているというステータスや消費者へのポーズだけでは不十分になるため、調査結果の質の向上を目的として、調査員のスキルアップを計らなければならない。

### 資格設立趣旨
ニュース等で、経済性を追求するあまり、倫理性を欠きステークホルダーを欺く企業行動を取り、環境問題や粉飾決済処理など、消費者の生活に直結する事件が幾度となく報じられている。また、口コミなどによる「消費者間での評価と拡散」という新たなリーチが登場した。社会的な負のイメージを事前に回避しようとする企業や、消費者の声を吸い上げ、サービスや商品に反映させたいという企業が急速に増え、その手法として覆面調査の需要が高まっている。
しかし、導入希望数に対して調査を行う調査員の数が足りておらず、一定の専門的な知識と技術を身に付けた人材の育成が急務であり、その目的として「覆面調査士養成講座」の設立へ至った。

### 覆面調査士に期待されていること
- コンプライアンスの確認
- 危機管理
- 消費者保護
- 提供サービスの品質維持・向上
- 企業の社会性調査　など